# Blodsopp
Blodsopp, Sutorius luridiformis, är en sopp som tillhör familjen Boletaceae.

## Förekomst
Blodsoppen är vitt utbredd och allmän i Europa och den förekommer också i stora delar av Nordamerika.
Den är framför allt allmän i södra och västra Sverige mer sällsynt norrut med en nordlig fyndplats på Holmöarna. Den förekommer i sydvästligaste Finland. I Norge finns den längs kusten i södra delen och i Danmark är den allmän. Blodsoppen finns i ädellövskog, parker och ibland granskog i mager mark. Den bildar ektomykorrhiza med ekar, bokar, lindar och ibland (speciellt i Nordamerika) granar.

## Kännetecken
Hatten blir 5–12 cm i diameter och är mörkt gråbrun, rödbrun eller nästan svartbrun (var. luridiformis) eller smutsgul (var. discolor, "gul blodsopp") och blånar vid beröring. Porerna är röda till orange, i ett smalt band längs hattkanten vanligen gula, och blånar vid beröring. Foten är rätt kraftig och vanligtvis klubbformad, vit- till gulaktig i grundfärgen med täta röda (var. luridiformis) eller glesa orange (var. discolor) prickar (lupp kan krävas) och blånar vid beröring. Köttet är fast, gulaktigt och blånar snabbt och kraftigt i snittyor.
Blodsopp kan i Europa förväxlas framför allt med Flamsopp, Suillellus queletii, som har purpurfärgat kött i fotbasen och Sutorius immaculatus som inte blånar. För den oerfarne påminner blodsoppen möjligen om de giftiga djävulssopp (Rubroboletus satanas), falsk djävulssopp (Rubroboletus legaliae) och eldsopp (Suillellus luridus), vilka dock har ett rött ådernät på foten till skillnad mot blodsoppens små röda prickar (plocka aldrig soppar med rött ådernät på foten!). 

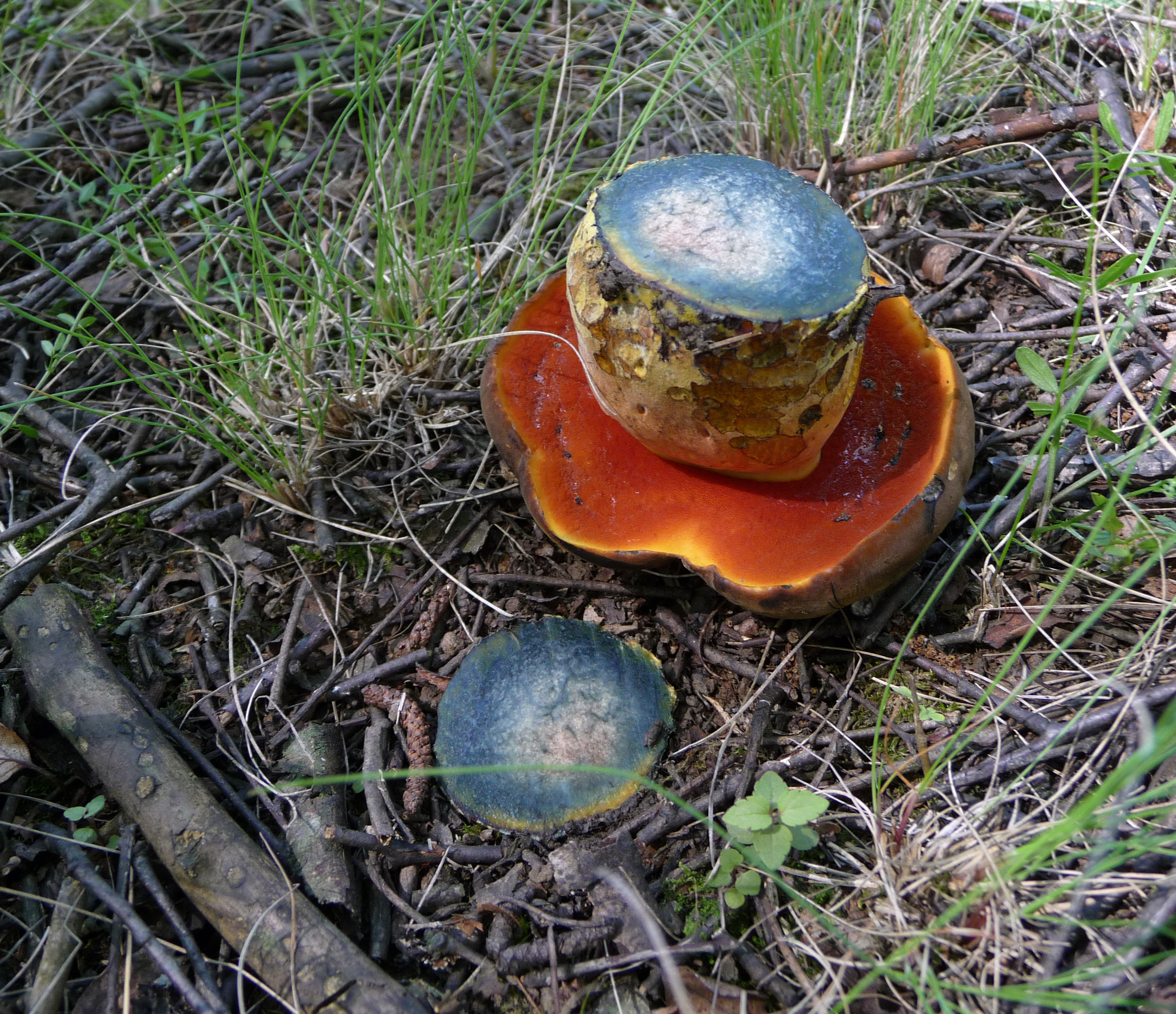
Ituskuren blodsopp som visar den blå färg svampen får vid snitt.
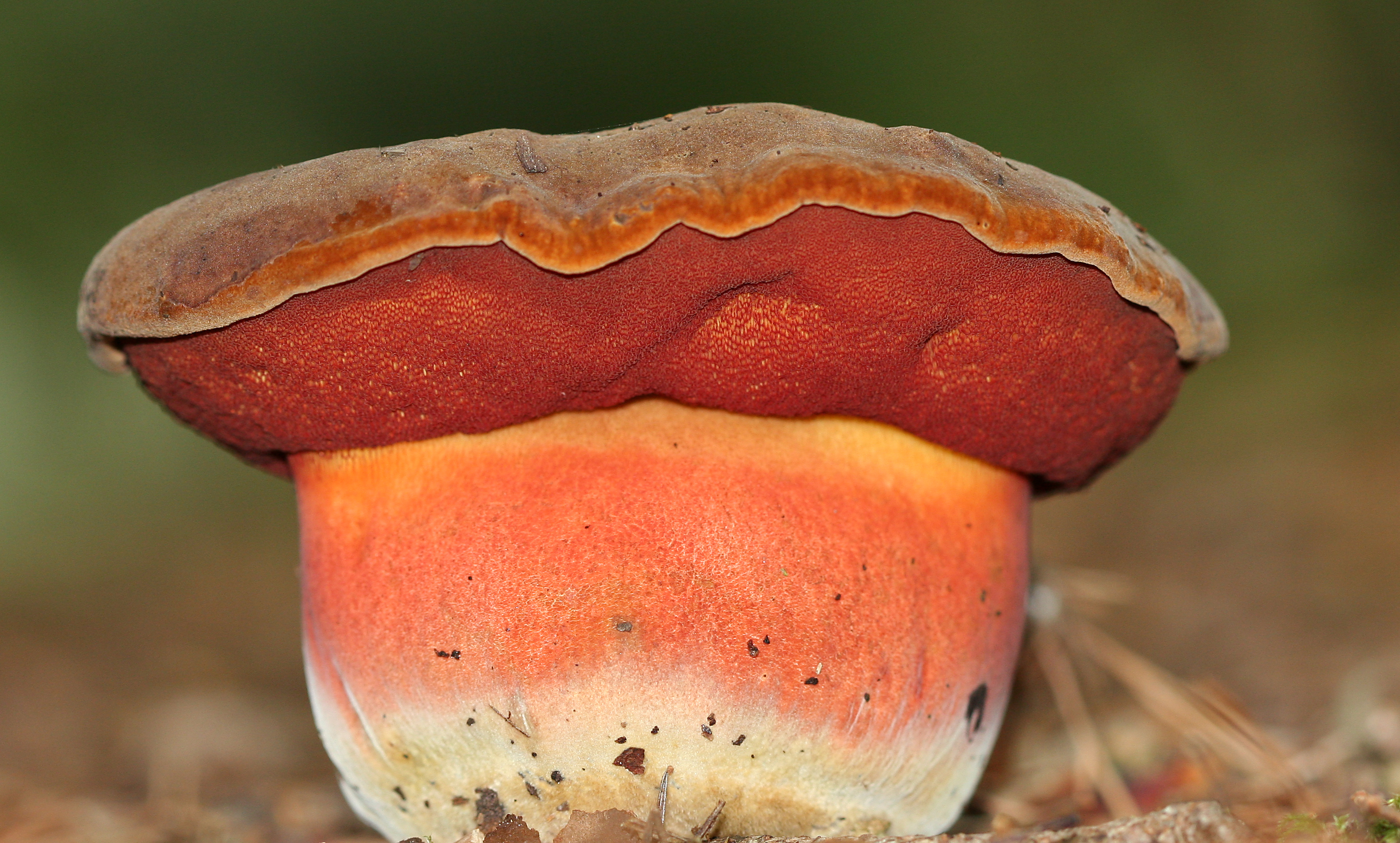
En stabbig variant...
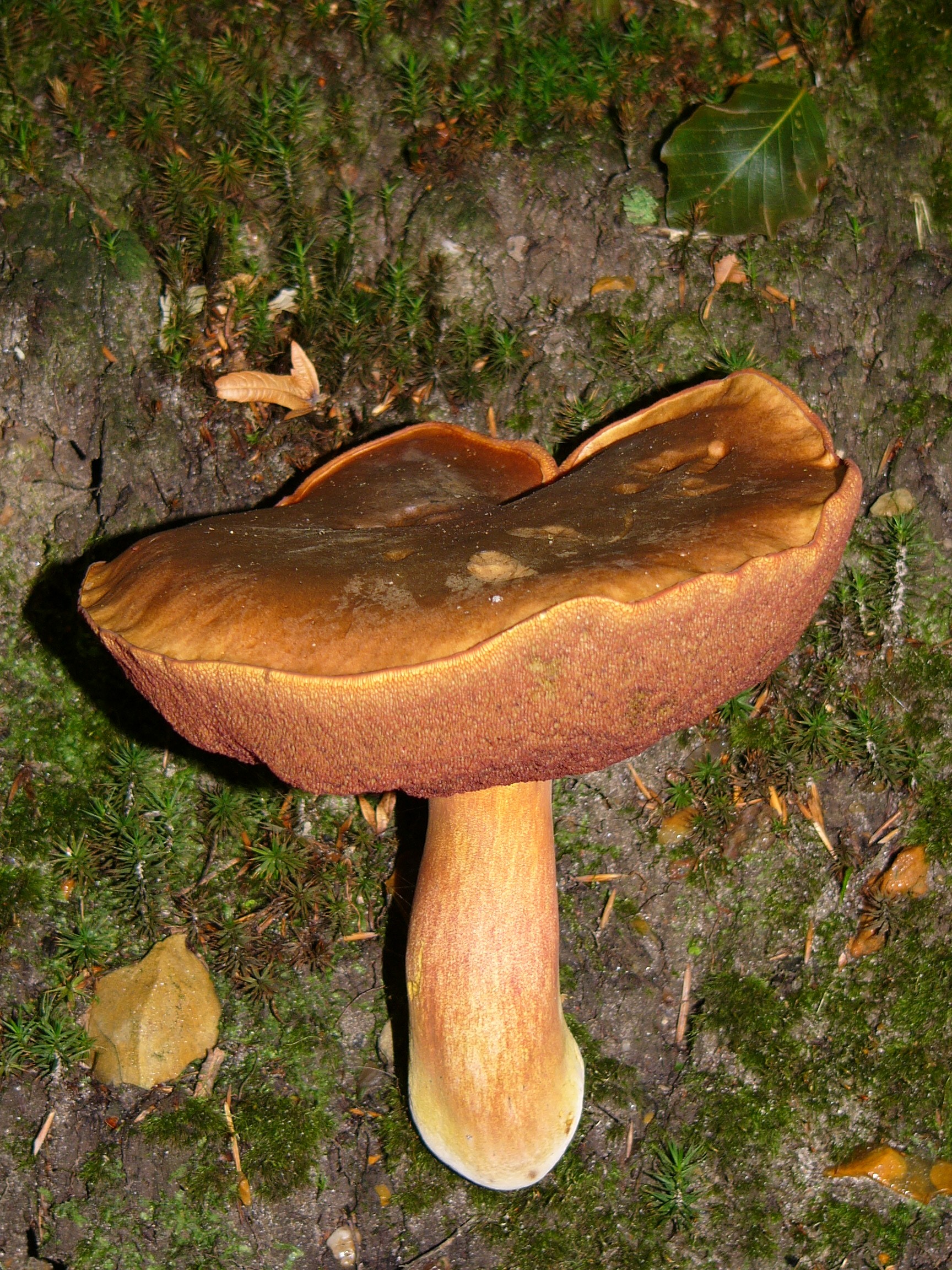
... och en slankare.
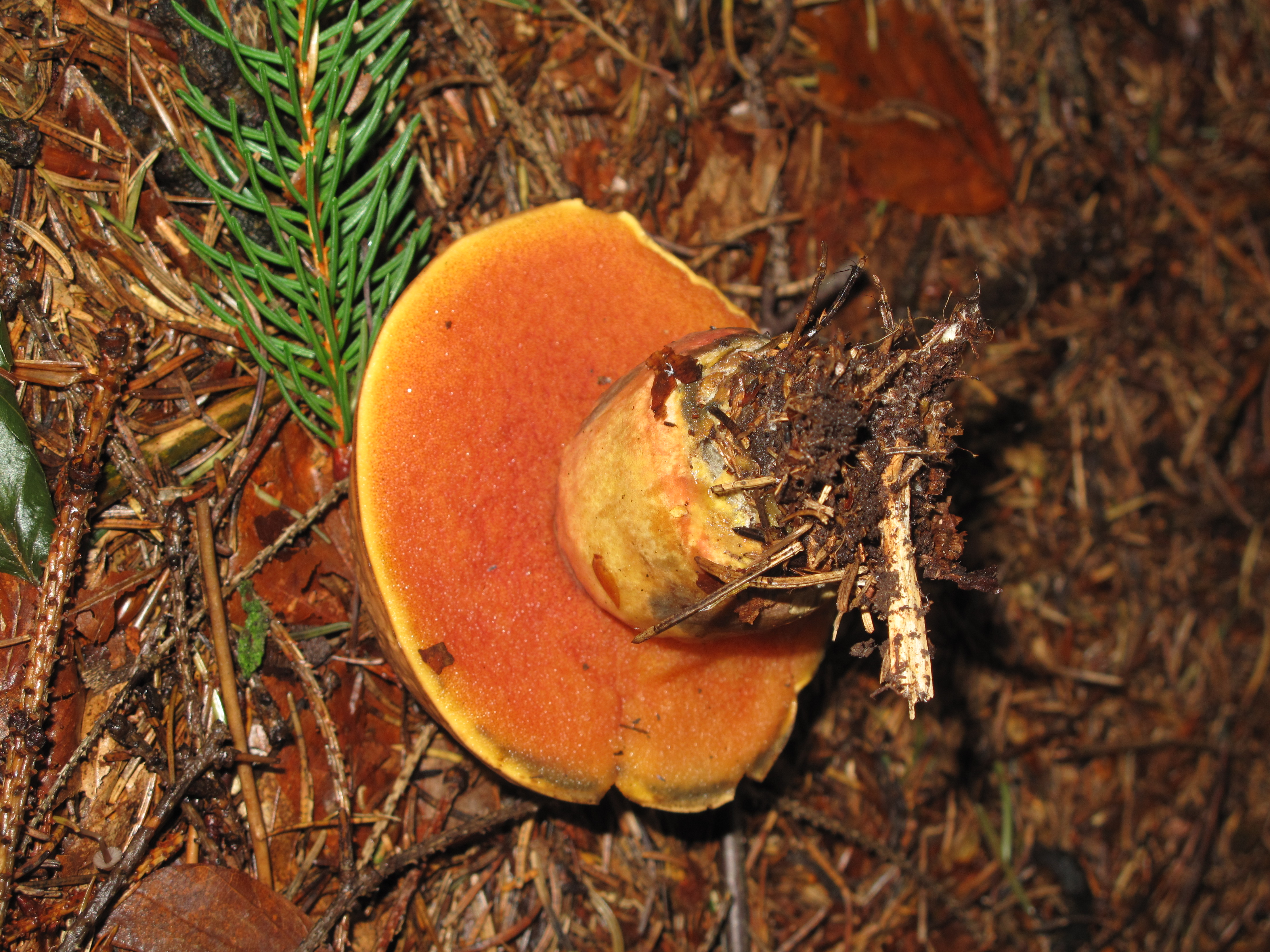
Porerna är ofta gula allra närmast hattkanten.
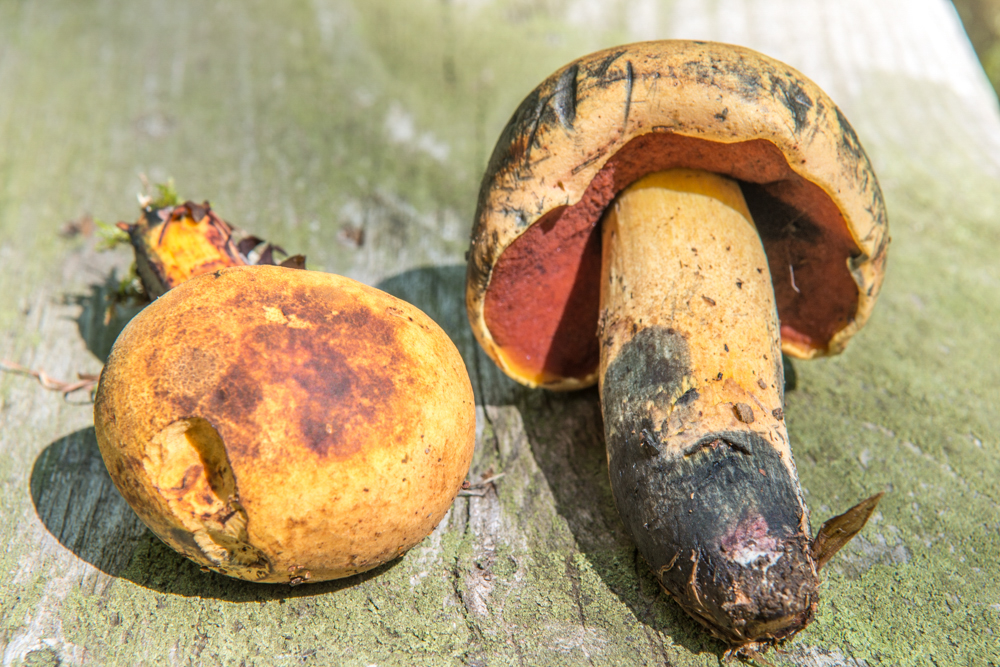
var. discolor med smutsgul hatt.

## Taxonomi
Christiaan Hendrik Persoon beskrev 1796 Boletus erythropus och angav att köttet i fotens bas var rött ("Stipes [...] basi intusque ruber", "Fot [...] basen röd inuti"), en beskrivning som stämmer med Suillellus queletii. Persoon beskrev den ånyo 1801 återigen med rött kött i foten ("Stip. [...] interne sanguineo-ruber" - "Fot [...] inuti blodröd). Elias Fries sanktionerar namnet erythropus 1821 som en variant β av Boletus luridus, men nämner ingenting om köttet i fotbasen (endast, liksom Persoon också gjorde, att foten hade röda prickar i stället för ådernät). Fries namn har därför kommit att användas i stor omfattning för blodsopp (fram till 1982 godkändes inga beskrivningar före Fries 1821). Att Persoon anses ha avsett S. queletii ledde till en nytypifiering av Neoboletus erythropus 2017. Följden har blivit att det nu (2018) finns tre taxon "knutna" till Boletus erythropus. 1. Persoon 1795 är synonym till Neoboletus erythropus. 2. Persoon 1801 anses som synonym till Suillellus queletii. 3. Persoon:Fries 1821 (med flera auktorer därefter) anses som synonym till Sutorius luridiformis.
Friedrich Wilhelm Rostkovius beskrev 1844 blodsoppen som Boletus luridiformis.. För att försöka undvika begreppsförvirringen kring Boletus erythropus och dess sammanblandning med Suillellus (Boletus) queletii gjorde Giampaolo Simonini, Matteo Gelardi, Alfredo Vizzini blodsoppen till typart i det av dem 2014 nybeskrivna släktet Neoboletus under namnet Neoboletus luridiformis. År 2016 flyttade Gang Wu och åtta av hans kollegor den till det fyra år tidigare beskrivna släktet Sutorius'.
Neoboletus pseudosulphureus anses av vissa auktorer som synonym med S. luridiformis var. discolor, av somliga som en egen varietet S. luridiformis var. pseudosulphureus, medan andra håller den för en god art och ytterligare några har ansett att den är synonym med Sutorius junquilleus.
Erythropus betyder "rödfot", från grekiska ἐρυθρός (erythros, "röd") och πους (pous, "fot"). Luridiformis betyder "luridus-formig", varmed Rostkovius avsåg att den liknade Boletus luridus (nu Suillellus luridus).

## Matsvamp
Blodsoppen är en vacker och god matsvamp. I Sverige har historiskt sett svampar med röda rör och som blånar vid tryck inte rekommenderats som matsvamp av svampkännare. Blodsopp har varit en av dem. Numera vet man att den blå färgen är ofarlig ur förtäringssynpunkt. Däremot kan svampen orsaka magbesvär om den inte är tillagad. På grund av förväxlingsrisk med giftiga arter anses den som olämplig som handelssvamp. Blodsopp räknas på grund av likheten med ovannämnda giftiga soppar inte till de enklaste att identifiera, se ovan, och brukar därför av svampexperter inte rekommenderas åt nybörjare i svampplockning.

## Landskapssvamp
Blodsoppen är Hallands landskapssvamp.